# 第192飛行隊 (イスラエル空軍)
イスラエル空軍 第192飛行隊（192 Squadron） は、イスラエル航空宇宙軍でE-2C ホークアイを運用していた飛行隊である。装備していたE-2Cの愛称をそのままとって、ホークアイ・スコードロン（The Hawkeye Squadron）、あるいはダヤ・スコードロン（The Daya Squadron）とも呼ばれていた（DayaはイスラエルでのE-2Cの愛称である）。

## 歴史
第192飛行隊は、1978年にイスラエル空軍に導入されたE-2C ホークアイ早期警戒機を運用するため、ハツェリム空軍基地で編成された飛行隊である。イスラエル空軍は計4機のE-2Cを導入しており、その全てが第192飛行隊に集中配備されている。1982年のガリラヤの平和作戦、およびその他の紛争時、あるいは日常的に空中警戒活動に従事していた。 イスラエル空軍のE-2Cは、独自改修によりコクピット上部に空中給油プローブを追加装備した機体も存在した。
1996年頃にはイスラエル空軍のE-2Cは段階的に退役を始め、第192飛行隊もこの頃には解散したと伝えられている。しかしながら、1998年にハツェリム空軍基地で行われたイベント（航空学校の航空ショー）では、飛行可能な状態のE-2Cが地上展示されていた。
2002年頃に、イスラエル空軍の装備する4機のE-2Cの内3機はメキシコに売却され、1機は現在もハツェリム空軍基地に隣接するイスラエル空軍博物館に展示されている。イスラエル空軍ではその後、ガルフストリーム G550 "ナフション"をベースに早期警戒管制機仕様に改修したG550 CAEW "ナフション-エイタム"をE-2Cの後継機種として導入し、第122飛行隊に配備して運用している。